# Ivan Mihael Taxner
Ivan Mihael Taxner (u spisima: Johann Michael Taxner, također Takhner ili Tachner) (Njemačka, oko 1754. – Varaždin, 18. travnja 1788.), varaždinski graditelj.
Po struci je bio murarius, odnosno zidarski majstor. U Varaždin dolazi kao afirimirani graditelj, vjerojatno 1776. godine, te je već iduće godine dobio statusa građanina. Radio je projekt za solanu u Prelogu (1775.), popravak kapele sv. Fabijana i Sebastijana (1777.), zidarske i klesarske radove na obnovi varaždinske gradske vijećnice nakon požara (1776. i 1784.). Prema tipskom planu Ugarske dvorske komore, izradio je projekt za gradnju prve svilane u Varaždinu (1783.), te nacrt postojećeg stanja crkve i župnog dvora u Jesenju. Radio je i niz popravaka većih i manjih zgrada u Varaždinu. Po njegovoj smrti, udovica Clara Lamplin, predala je zidarsku radionicu u ruke zidarskog palira Franje Kassera, njegova nasljednika. 